# Governor Stone
Le Governor Stone est une goélette, à coque bois, construit en 1877 sur le modèle typique des bateaux de pêche du golfe du Mexique et des schooners de transport côtier de la fin du XIXe siècle.
Le 4 décembre 1991, le Governor Stone a été inscrit au Registre national des lieux historiques. Un an plus tard, la goélette est considérée comme un National Historic Landmark (monument historique) par le National Trust for Historic Preservation.
Son nom vient de John Marshall Stone, le premier gouverneur du Mississippi élu après la guerre civile et ami de son premier propriétaire.

## Histoire
Cette goélette a été construite au chantier naval Ingalls de Pascagoula dans le Mississippi pour le cabotage de charbon, minerai de fer, briques et céréale.
Son premier propriétaire, le marchand Anthorn Greiner l'employa essentiellement en eau peu profonde pour transborder les marchandises des cargos de haute-mer qui accostaient au port, dans l'embouchure du fleuve, et le transport du bois des scieries des chantiers navals.
Vendu en 1880 à Mulford Dorlon de Dauphin Island en Alabama, le Governor Stone sert au transport de fret et aux ramassages des huîtres. Dès 1882, Patrick Henry Burns achète la moitié des parts du bateau. En 1895, Dorlon décède et Burns continue l'exploitation de la goélette. Il en devient propriétaire en 1906.
En 1922, le Governor Stone revient à son fils Thomas Burns. La goélette continue son travail dans l'ostréiculture jusqu'en 1939 dans la baie de Mobile.
Elle sera équipée d'un premier moteur dès 1923. Elle subit des dégâts lors d'un ouragan. Réparée, elle reprend du service et fera même du transport clandestin d'alcool durant la Prohibition.
En 1939, elle est amenée à Bay St. Louis pour subir des réparations par son nouveau propriétaire Isaac T. Rea de Delisle. En 1940 elle est rebaptisée Queen of the Fleet et équipée d'un moteur plus puissant.
En 1942, elle est louée pour servir de navire-école aux cadets de la Marine marchande américaine basée à Biloxi.
En 1947, son ancien propriétaire récupère la goélette. Elle est équipée d'un nouveau moteur Chrysler de 110 ch.
En 1953, Charles B. Merrick, un pasteur chrétien rachète la goélette. Puis elle changera plusieurs fois de main, ainsi que de nom : The Pirate Queen (1956-1957), Sea Bob (1957-1963) , C'est la Vie (1963-1965) et Sovereign (1965-1967).
Le dernier propriétaire, John Curry, l'identifie comme étant l'ancien Governor Stone.
L'acte de propriété est transféré à l'Apalachicola Maritime Institute Inc. d’Apalachicola et un programme de restauration est lancé en utilisant des matériaux originaux. Le Governor Stone reçoit aussi un moteur diesel neuf.
Devenu monument historique en 1991-92, il continue à servir depuis de navire de formation à la voile traditionnelle et aussi d'ambassadeur dans toutes les manifestations maritimes du golfe du Mexique. Il fut à quai dans différents lieux de Floride : au Parc d'État d'Eden Gardens en 2003, à Sandestin (en) puis dans le Comté de Bay.
Depuis 2007, le Governor Stone est amarré au port de plaisance de Fort Walton Beach en Floride.